# Eduard Pagáč
Eduard Pagáč (* 1. května 1978, Československo) je bývalý slovenský fotbalista a později fotbalový trenér.

## Trenérská kariéra
Svoji trenérskou kariéru začal v Dubnici, v níž v letech 2002–2004 trénoval mládež. V následujících 4 letech vedl mládež Púchova a stejnou funkci vykonával i v Trenčíně a Senici. Před sezonou 2013/2014 byl jmenován hlavním trenérem prvního mužstva Záhoráků. 21. února 2014 vyhrál anketu o nejlepšího sportovce města roku 2013 v kategorii trenér. 12. března 2014 v mužstvu ve funkci hlavního trenéra skončil a nahradil ho český trenér Pavel Hapal. V týmu zůstal a stal se opět trenérem senické mládeže. V lednu 2015 byl jmenován asistentem trenéra A-mužstva Jozefa Kostelníka. 25. února 2015 vyhrál za podzim 2014 anketu o nejlepšího sportovce města roku 2014 kategorii trenér U19.
8. května 2015 se po odvolání Jozefa Kostelníka stal hlavním trenérem Záhoráků. Začátkem září 2015 v Senici na postu hlavního kouče skončil.